# VKF KING of WRESTLE NANIWA王座
VKF KING of WRESTLE NANIWA王座（ブイ・ケー・エフ・キング・オブ・レッスル・ナニワおうざ）は、VKFプロレスが管理、認定していた王座。VKF王座（ブイ・ケー・エフおうざ）の略称で表記、呼称されている。

## 歴史
2008年8月26日、VKFプロレスデルフィンアリーナ道頓堀大会で行われた初代王座決定戦に勝利したGENTAROが初代王者になった。
2009年9月23日、王者のGENTAROがインディペンデントワールド世界ジュニアヘビー級王座を獲得して二冠王者になった。以降は2つの王座の防衛戦が同時に行われている。
2010年4月2日、マリーンズマスク（2代目）がインディペンデントワールド世界ジュニアヘビー級王座のみに挑戦して勝利したことで単独王座になった。
2021年12月25日、VKFが活動終了。
VKFが活動終了後もタイトルマッチは行われていた。

## 歴代王者
| 歴代   | 選手         | 戴冠回数 | 防衛回数 | 獲得日付       | 獲得場所 （対戦相手・その他）                |
| ------ | ------------ | -------- | -------- | -------------- | -------------------------------------------- |
| 初代   | GENTARO      | 1        | 18       | 2008年8月26日  | デルフィンアリーナ道頓堀 内田祥一 王座預かり |
| 第2代  | 矢郷良明     | 1        | 0        | 2012年7月29日  | 東成区民センター GENTARO                     |
| 第3代  | KENSO        | 1        | 0        | 2013年8月28日  | 新宿FACE 返上                                |
| 暫定   | 矢郷良明     | 1        | 0        | 2014年9月29日  | 新木場1stRING VKFプロレスが暫定王者に認定    |
| 第4代  | バッファロー | 1        | 3        | 2015年2月16日  | 新木場1stRING                                |
| 第5代  | 松田慶三     | 1        | 0        | 2015年5月18日  | 新木場1stRING                                |
| 第6代  | 矢郷良明     | 2        | 2        | 2015年9月14日  | 新木場1stRING                                |
| 第7代  | 勝村周一朗   | 1        | 3        | 2015年12月13日 | スターライズタワー                           |
| 第8代  | 金本浩二     | 1        | 2        | 2016年9月22日  | アゼリア大正                                 |
| 第9代  | TORU         | 1        | 5        | 2017年8月3日   | 湊町リバープレイスプラザ1                    |
| 第10代 | 谷口弘晃     | 1        | 1        | 2019年1月13日  | ドーンセンターパフォーマンススペース         |
| 第11代 | ゴア         | 1        | 1        | 2019年8月3日   | アゼリア大正                                 |
| 第12代 | 谷口弘晃     | 2        | 4        | 2020年8月16日  | アゼリア大正                                 |
| 第13代 | 定アキラ     | 1        | 1        | 2021年8月7日   | アゼリア大正                                 |
| 第14代 | TORU         | 2        | 0        | 2021年12月25日 | 天王寺区民センター 返上                      |
| 第15代 | 入江茂弘     | 1        | 2        | 2022年10月29日 | アゼリア大正 10人によるバトルロイヤル        |